# Problem maksimalne pokrivenosti
Problem maksimalne pokrivenosti je dobro poznat problem u polju informatike, teorije kompleksnosti i operacionom istraživanju. Kod ovog problema kao ulaz nam je dato nekoliko skupova i broj k. Skupovi mogu imati neke zajedničke elemente. Treba odabrati najviše k tih skupova, tako da je maksimalan broj elemenata pokriven, tj unija odabranih skupova ima maksimalnu veličinu.
Formalna, (beztežinska verzija)problema maksimalne pokrivenost je:
Ulaz: Broj k i kolekcija skupova S = S1, S2, ..., Sm.

Izlaz: Pronađen je podskup {\displaystyle S^{'}\subseteq S} od skupova, takav da {\displaystyle \left|S^{'}\right|\leq k} i da je broj pokrivenih elemenata {\displaystyle \left|\bigcup _{S_{i}\in S^{'}}{S_{i}}\right|} maksimalan.
Problem maksimalne pokrivenosti je NP-težak, i ne može biti aproksimiran sa {\displaystyle 1-{\frac {1}{e}}+o(1)\approx 0.632} pod standardnim pretpostavkama. Ovaj rezultat u suštini odgovara složenosti dobijenoj pomoću generičkog pohlepnog algoritma.

## Formulacija ILP(енгл.)
Problem maksimalne pokrivenosti može biti formulisan kao sledeći linearni program sa celim brojevima:
{\displaystyle \sum _{e_{j}\in E}y_{j}}. (maksimalna suma pokrivenih elemenata).
{\displaystyle \sum {x_{i}}\leq k} ; (ne više od k skupova je odabrano).
{\displaystyle \sum _{\,e_{j}\in S_{i}}x_{i}\geq y_{j}}; (ako je {\displaystyle y_{j}>0} onda je bar jedan skup {\displaystyle e_{j}\in S_{i}} je označen).
{\displaystyle 0\leq y_{j}\leq 1}; (ako je {\displaystyle y_{j}=1} onda je {\displaystyle e_{j}} pokriven)
{\displaystyle x_{i}\in \{0,1\}} (ako je {\displaystyle x_{i}=1} onda {\displaystyle S_{i}} je odabran za prekrivenost).

## Pohlepni algoritam
Pohlepni algoritam za maksimalnu pokrivenost bira skupove vodeći se jednim pravilom: u svakom koraku, biramo skup sa najviše nepokrivenih elemenata. Može se pokazati da ovaj algoritam dostiže složenost od {\displaystyle 1-{\frac {1}{e}}}. Rezultati pokazuju da je pohlepni algoritam, najbolji mogući algoritam, polinomijalne vremenske složenosti za problem maksimalne pokrivenosti.

## Verzija sa težinama
U verziji sa težinama svaki element {\displaystyle e_{j}} ima težinu {\displaystyle w(e_{j})}. Zadatak je naći maksimalnu pokrivenost koja ima i maksimalnu težinu. Specijalan slučaj je slučaj kad su sve težine 1.
{\displaystyle \sum _{e\in E}w(e_{j})\cdot y_{j}}. (maksimalna suma sa težinama pokrivenih elemenata).
{\displaystyle \sum {x_{i}}\leq k}; (ne više od k skupova je odabrano).
{\displaystyle \sum _{e_{j}\in S_{i}}x_{i}\geq y_{j}}; (ako je {\displaystyle y_{j}\geq 0} onda je bar jedan skup {\displaystyle e_{j}\in S_{i}} odabran).
{\displaystyle 0\leq y_{j}\leq 1}; (ako je {\displaystyle y_{j}=1} onda je {\displaystyle e_{j}} pokriven)
{\displaystyle x_{i}\in \{0,1\}} (ako je {\displaystyle x_{i}=1} onda {\displaystyle S_{i}} odabran za prekrivenost).
Pohlepni algoritam u verziji sa težinama pri problemu maksimalne pokrivenosti u svakom koraku bira skup koj sadrži maksimalnu težinu nepokrivenih elemenata. Ovaj algoritam postiže složenost {\displaystyle 1-{\frac {1}{e}}}..

## Maksimalna pokrivenost sa ograničenjem
U maksimalnoj pokrivenosti sa ograničenjem, svaki element {\displaystyle e_{j}} ima težinu {\displaystyle w(e_{j})}, ali i svaki skup {\displaystyle S_{i}} ima cenu {\displaystyle c(S_{i})}. Umesto {\displaystyle k} koje označava ograničenje broja skupova u pokrivenosti {\displaystyle a} budžet {\displaystyle B} je dat. Ovaj budžet {\displaystyle B} ograničava težinu prekrivenosti koja može biti odabrana.
{\displaystyle \sum _{e\in E}w(e_{j})\cdot y_{j}}. (maksimalna suma sa težinama pokrivenih elemenata).
{\displaystyle \sum {c(S_{i})\cdot x_{i}}\leq B} ; (cena odabranih skupova koja ne može preći {\displaystyle B}).
{\displaystyle \sum _{e_{j}\in S_{i}}x_{i}\geq y_{j}}; (ako je {\displaystyle y_{j}\geq 0} onda je bar jedan skup {\displaystyle e_{j}\in S_{i}} obabran).
{\displaystyle 0\leq y_{j}\leq 1}; (ako je {\displaystyle y_{j}=1} onda je {\displaystyle e_{j}} pokriven)
{\displaystyle x_{i}\in \{0,1\}} (ako je {\displaystyle x_{i}=1} onda je {\displaystyle S_{i}} odabran za pokrivenost).
Pohlepan algoritam nam neće više dostavljati rešenje sa garantovanom dobrom preformansom. U najgorem mogućem slučaju izvođenje ovog algoritma može biti daleko od optimalnog rešenja. Algoritam aproksimacije proširujemo na sledeći način: Prvo, posle pronalaska rešenja koristeći pohlepni algoritam, vraća se najbolje od rešenja pohlepnog algoritma i skup najveće težine. Ovo možemo nazvati modifikovani pohlepni algoritam. Drugo, počev od svih mogućih familija skupova sa veličinama od 1 do bar 3, povećati rešenja uz pomoć modifikovanog pohlepnog algoritma. Treće, vrati najbolji od svih povećanih rešenja. Ovaj algoritam dostiže složenost {\displaystyle 1-1/e}. Ovo je najbolji moguća složenost, osim ako {\displaystyle NP\subseteq DTIME}({\displaystyle n^{O(\log \log n)}}).

## Generalizovana maksimalna pokrivenost
U uopštenoj verziji problema maksimalne pokrivenosti svaki skup {\displaystyle S_{i}} ima cenu {\displaystyle c(S_{i})}, a element {\displaystyle e_{j}} ima drukčiju težinu i cenu koja zavisi od skupa koj je pokriva. Ako je {\displaystyle e_{j}} pokriven skupom {\displaystyle S_{i}} težina {\displaystyle e_{j}} je {\displaystyle w_{i}(e_{j})} i njena cena je {\displaystyle c_{i}(e_{j})}. Budžet {\displaystyle B} je dat za cenu celokupnog rešenja.
{\displaystyle \sum _{e\in E,S_{i}}w_{i}(e_{j})\cdot y_{ij}}. (maksimalna suma sa težinama pokrivenih elemenata u skupovima u kojima su pokriveni).
{\displaystyle \sum {c_{i}(e_{j})\cdot y_{ij}}+\sum {c(S_{i})\cdot x_{i}}\leq B}; (cena odabranih skupova ne može da pređe {\displaystyle B}).
{\displaystyle \sum _{i}y_{ij}\leq 1}; (element {\displaystyle e_{j}=1} moži biti pokriven samo jednim skupom).
{\displaystyle \sum _{S_{i}}x_{i}\geq y_{ij}} ; (ako je {\displaystyle y_{j}\geq 0} onda je bar jedan skup {\displaystyle e_{j}\in S_{i}} odabran).
{\displaystyle y_{ij}\in \{0,1\}} ; (ako je {\displaystyle y_{ij}=1} onda je {\displaystyle e_{j}} pokriven skupom {\displaystyle S_{i}})
{\displaystyle x_{i}\in \{0,1\}}(ako je {\displaystyle x_{i}=1} onda je {\displaystyle S_{i}} odabran za prekrivenost).

### Algoritam
Algoritam koristi koncept ostatka cene/težine. Ostatak cene/težine je meren sa privremenim rešenjem i to je razlika cene/težine od cene/težine dobijene u privremenom rešenju.
Algoritam ima nekoliko koraka. Prvo, pronaći rešenje korišćenjem pohlepnog algoritma. U svakoj iteraciji pohlepnog algoritma privremeno rešenje je dodato skupu koji sadrži maksimum ostatak težina elemenata, podeljenog sa ostatkom cena ovih elemenata, zajedno sa ostatkom cene skupa. Drugo, porediti rešenja dobijena u prvom koraku tako da se dobije najbolje rešenje od njih koje koristi mali broj skupova. Treće, vrati najbolji od proverenih rešenja. Ovaj algoritam dostiže složenost od {\displaystyle 1-1/e-o(1)}.

## Povezani problemi
- Problem pokrivenosti skupa, pokrivanje svih elemenata sa što manje skupova.